# Каппельн (Лаутереккен)
Каппельн (нем. Kappeln) — община в Германии, в земле Рейнланд-Пфальц.
Входит в состав района Кузель. Подчиняется управлению Лаутереккен. Население составляет 134 человека (на 31 декабря 2010 года). Занимает площадь 7,67 км².